# Càrtel

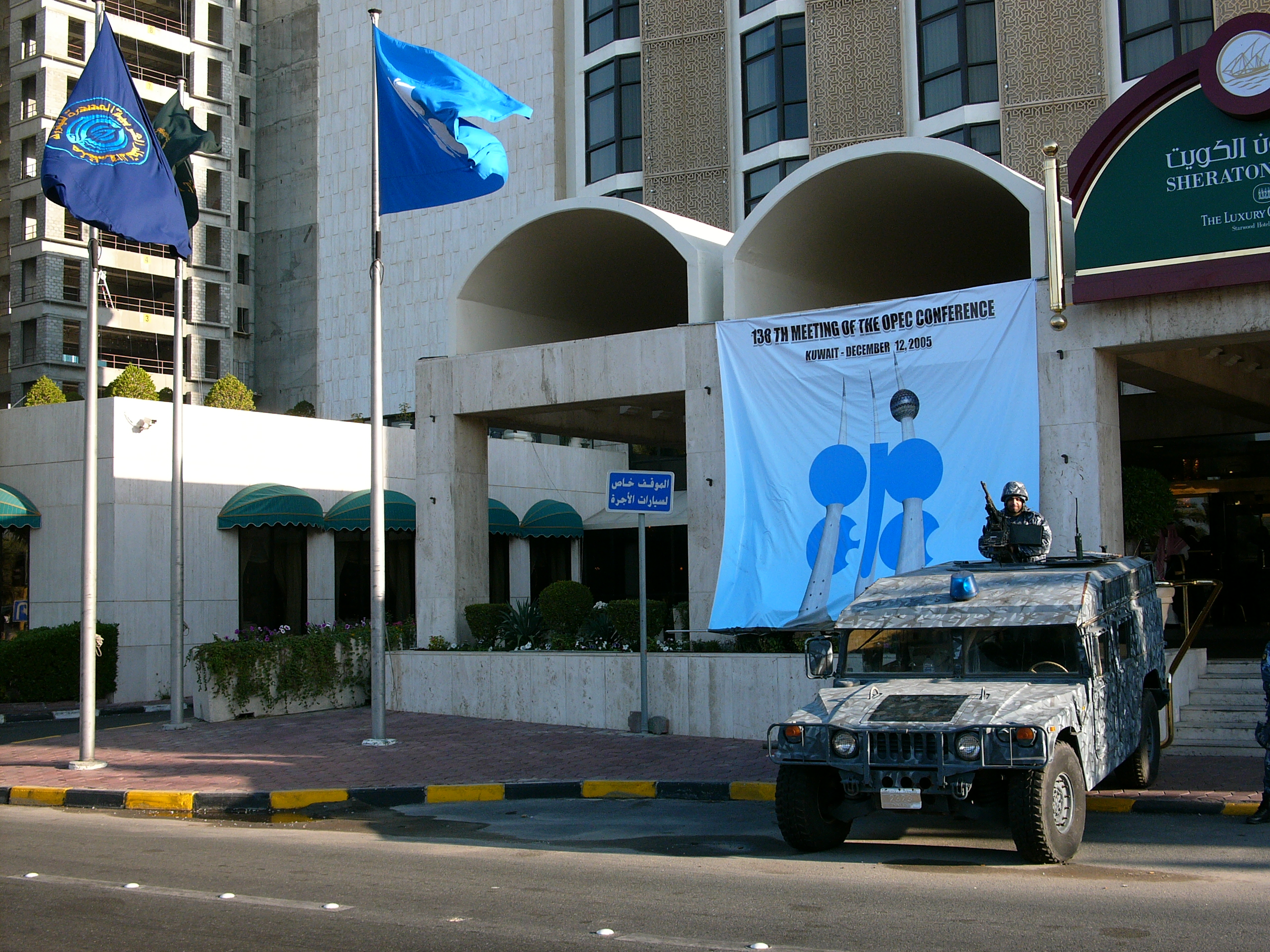
Reunió de l'OPEP a Kuwait. Actualment els Països exportadors de petroli es reunèixen i prenen decisions conjuntes sobre les quotes de mercat, preus, etc. que els permet controlar la producció i distribució del petroli renunciant a competir entre si, formant un organisme conjunt que controla l'oferta de pràcticament tot el mercat.

Un càrtel és un acord formal entre empreses del mateix sector amb l'objectiu de reduir o eliminar la competència en un determinat sector. Els càrtels solen estar encaminats a desenvolupar un control sobre la producció i la distribució de tal manera que, mitjançant la col·lusió de les empreses que el formen, tenen una estructura de mercat monopolistíc, obtenint un poder amb el qual obtenen els majors beneficis possibles en perjudici dels consumidors.
La diferència rau en el fet que els beneficis totals (que els màxims possibles d'aconseguir en el mercat) són repartits entre els productors. Les seves principals activitats se centren a fixar els preus, limitar l'oferta disponible, dividir el mercat i compartir els beneficis. En l'actualitat, el terme se sol aplicar als acords que regulen la competència en el comerç internacional. Un exemple clar és l'OPEP. Els defensors dels càrtels afirmen que aquests ajuden a estabilitzar els mercats, a reduir les despeses de producció, a eliminar aranzels elevats, a distribuir els beneficis equitativament i a beneficiar als consumidors.
Els seus detractors assenyalen que, quan no existeix competència, els preus són més alts i l'oferta menor. Avui dia es considera que els seus inconvenients són més grans que no pas els seus avantatges i sovint s'estableixen límits legals per a restringir el desenvolupament de nous càrtels.